# Всемирная выставка (1937)
Всемирная выставка 1937 года (фр. Exposition Internationale des Arts et Techniques dans la Vie Moderne) проходила с 25 мая по 25 ноября в Париже под девизом: «Искусство и техника в современной жизни» (фр. Arts et Techniques dans la Vie moderne).
Борьба за главный приз развернулась между павильонами СССР и Германии. Ко времени проведения выставки было приурочено открытие Музея человека.

## Павильоны
Участие во всемирной выставке приняли 47 стран. Большинство европейских: СССР, Австрия, Бельгия, Болгария, Венгрия, Германия, Греция, Дания, Испания, Италия, Латвия, Литва, Люксембург, Монако, Нидерланды, Норвегия, Польша, Португалия, Румыния, Финляндия, Франция, Чехословакия, Швейцария, Швеция, Ватикан, Эстония. Представители других континентов: Австралия, Аргентина, Бразилия, Палестина, Перу, Гваделупа, Канада, Марокко, Уругвай, Сиам, Алжир, Венесуэла, Гаити, Египет, Индо-Китай, Ирак, Камерун, Мексика, Французские колонии в Индии, Экваториальная Африка, США, Япония.

### Панорама выставки

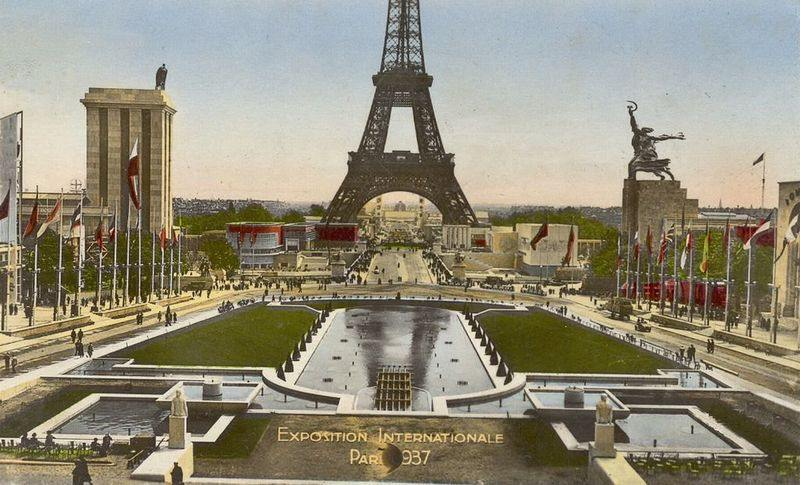
Панорама международной выставки 1937 года в Париже, в правой части — павильон СССР с «Рабочим и колхозницей», напротив — павильон Германии с орлом на крыше, по центру — Эйфелева башня

### План выставки

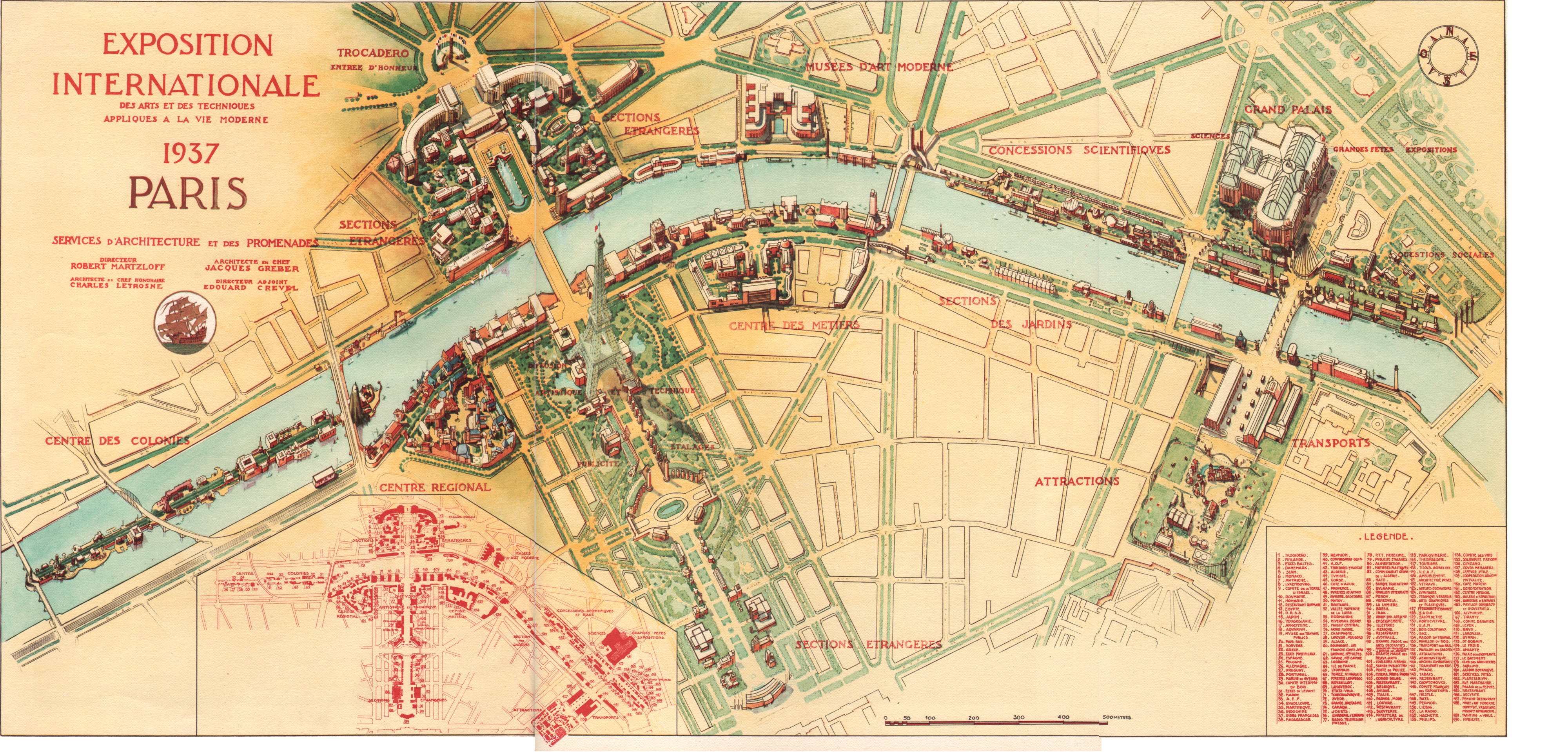
На карте обозначены 190 павильонов

### СССР

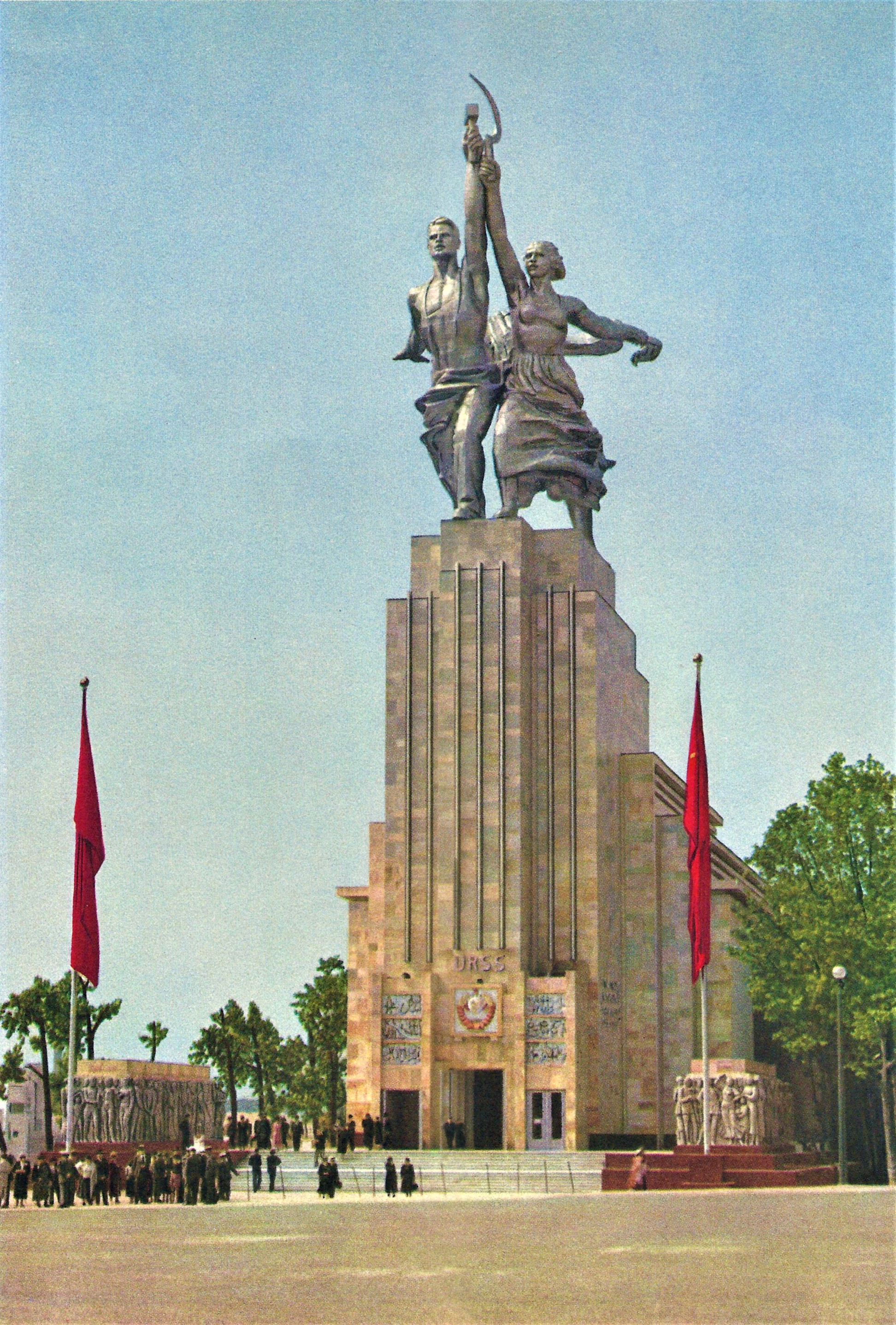
Павильон СССР

Построенное по проекту Б. М. Иофана здание было облицовано самаркандским мрамором. Вход в павильон украшали барельефы скульптора И. М. Чайкова: гербы СССР и 11 союзных республик. Символом советского павильона стала 24-метровая скульптурная группа «Рабочий и колхозница», выполненная из нержавеющей стали по проекту В. И. Мухиной и посвящённая достижениям социалистической индустриализации.
Внутри советский павильон представлял собой галерею длиной 150 метров. Среди экспонатов выставки советского павильона демонстрировалась «Карта индустриализации СССР» площадью 19,5 м², показывавшая размещение природных богатств и промышленные достижения СССР. Карта была выполнена из драгоценных и полудрагоценных камней, а рубиновую звезду Москвы украшали серп и молот из бриллиантов.
Гран-при получил паровоз серии ИС, мягкий железнодорожный вагон, проект стоквартирного дома архитектора Андрея Крячкова, комбайн «Сталинец-1» завода «Ростсельмаш», фильм «Чапаев», картина художника Герасимова «После дождя», Дворец культуры имени А. М. Горького в Ленинграде, журнал «СССР на стройке», станции московского метро «Сокольники» и «Кропоткинская», картина Бродского «Выступление В. И. Ленина на Путиловском заводе», типографские работы фабрики Гознак.
Золотые медали получили скульпторы Алексей Сотников (за работу «Ягнёнок»), Иван Ефимов (за работы «Бык» и «Рыбак с рыбой») и художник-иллюстратор Владимир Конашевич (за иллюстрации к книге Антуана Прево «Манон Леско»).
Большую серебряную медаль получила работа Евстафия Шильниковского за серию предметов, выполненных методом чернения серебра по мотивам пушкинских произведений. Бронзовую медаль получили мастера Холуйской миниатюры.
Скульптура «Рабочий и колхозница» оценивалась французской прессой как «величайшее произведение скульптуры XX века».
Программа советской делегации сопровождалась показательными выступлением двух коллективов: театральной труппой Московского Академического Художественного театра им. Горького и Краснознамённого ансамбля песни и пляски Советской Армии под руководством А. В. Александрова.
Парфюмерная фабрика Ленжет (более известная под названием «Северное сияние», которое ей было присвоено в 1950-х годах) представила аромат «Юбилей», посвящённый 20-й годовщине Октябрьской революции. Тонкий, деликатный аромат с нотами жасмина, помещённый во флакон, напоминающий главный фасад советского павильона на Парижской выставке, удостоился золотой медали.
Всего советский павильон собрал 270 наград. Из них: 95 гран-при, 70 золотых медалей, 40 серебряных, 6 бронзовых и больше полусотни дипломов.
После окончания выставки часть скульптур (рельефов) из советского павильона была подарена советскими властями крупнейшему французскому профсоюзу «Всеобщая конфедерация труда». Скульптуры были размещены рядом со старинным замком в деревушке Байе-ан-Франс, который профсоюз выкупил и превратил в дом отдыха для рабочих. Однако в 1939 году ВКТ и французская компартия были запрещены, а во время немецкой оккупации скульптуры были разломаны активистами профашистской молодёжной организации. Затем обломки скульптур были свалены в погреб и надолго забыты. В 2000-х годах скульптуры были обнаружены французскими археологами. Началась работа по их восстановлению.

### Германия

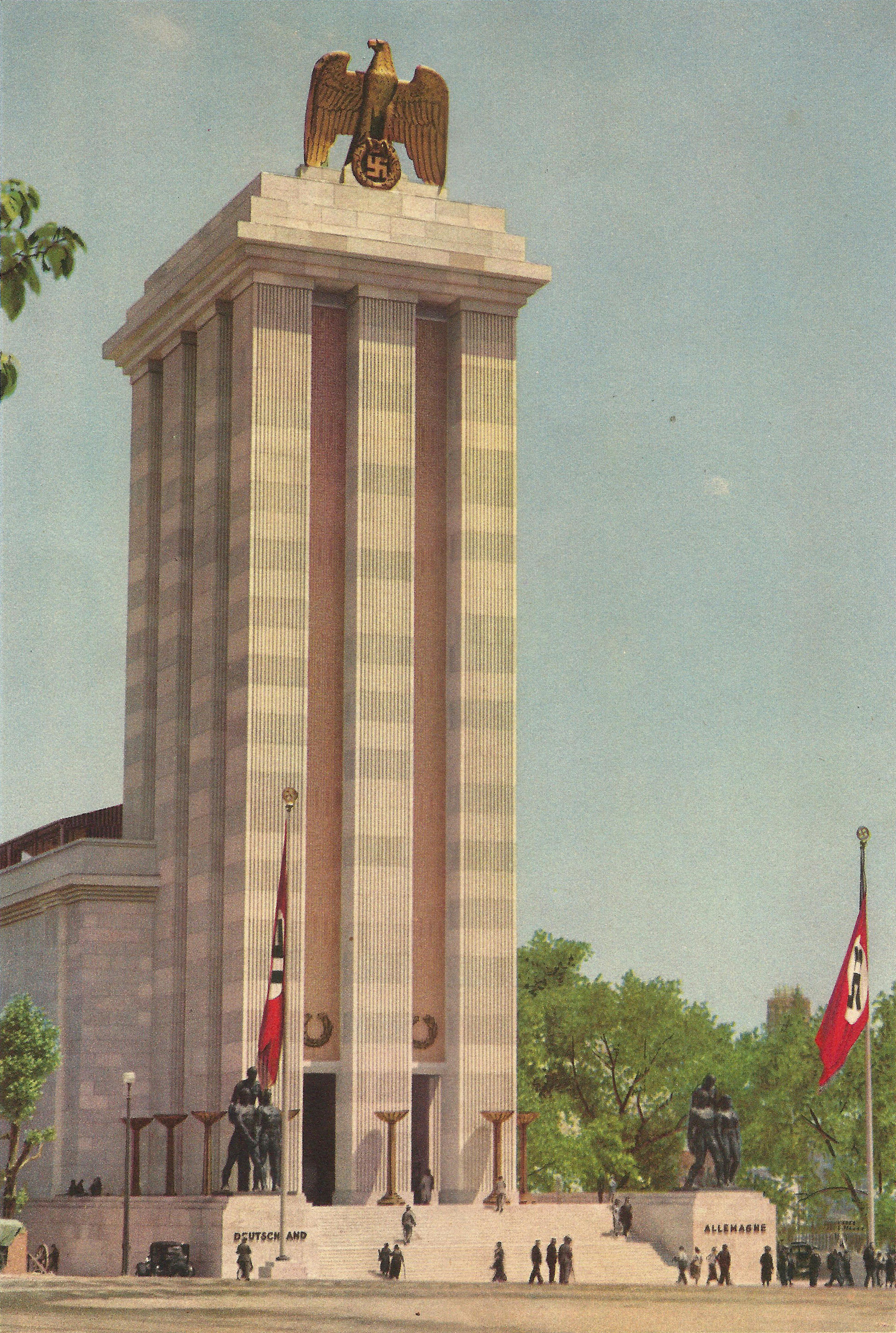
Павильон Германии

Немецкий павильон, по замыслу архитектора А. Шпеера, был построен в форме римской цифры III (аллюзия на Третий Рейх). У подножия башни павильона были установлены скульптурные группы Й. Торака «Товарищество» и «Семья», а верх венчал герб Третьего Рейха — орёл. Гран-при был вручён А. Шпееру за проект оформления территории съездов НСДАП.

### Испания
Испания сделала акцент на связи с культурными традициями и искусством старой Испании. В павильоне звучала классическая музыка, танцоры представляли танец фламенко. На экспозиции были выставлены работы авангардистов и модернистов Испании. Пабло Пикассо написал для выставки картину, посвящённую жертвам войны — «Герника». У входа в испанский павильон была установлена скульптура «Путь испанского народа, ведущий к звезде» скульптора Альберто Санчеса. Здание павильона было спроектировано архитекторами Жозепом Льюисом Сертом и Луисом Лакаса.
Для Испании выставка стала возможностью донести свои достижения до широкой публики. В этом была дилемма. Выставка проходила во время гражданской войны в Испании. С одной стороны, испанцы хотели показать себя сильной республикой, с другой — поведать миру о гражданской войне и проблемах внутри страны.
Нелёгкая гражданская ситуация была показана, в частности, кинофильмами. Из 12 отобранных для показа фильмов только один являлся художественным — «Дочь Хуана Симона» (исп. La hija de Juan Simón) 1935 года режиссёра Хосе Луиса Саэнсa де Эредиа. Семь картин были документально-историческими, остальные рассказывали либо о войне, либо о политике. Таким образом, соотношение фильмов отражало реальное положение Испании на тот момент.

### Финляндия
Проект Эльны Кильяндер «комната мальчика» в последний момент решили не отправлять на выставку, отдав предпочтение Алвару Аалто, создавшему выставочный павильон Финляндии «Le bois est en marche».

### Бразилия
Бразилия, хотя и участвовала во всемирных выставках с 1862 года, до сих пор полагалась на иностранных архитекторов. Так было и в 1937 году — бразильский павильон стал подарком от французского правительства. Бразильское правительство создало интерьер и оформило саму выставку.

### Израиль и Палестина

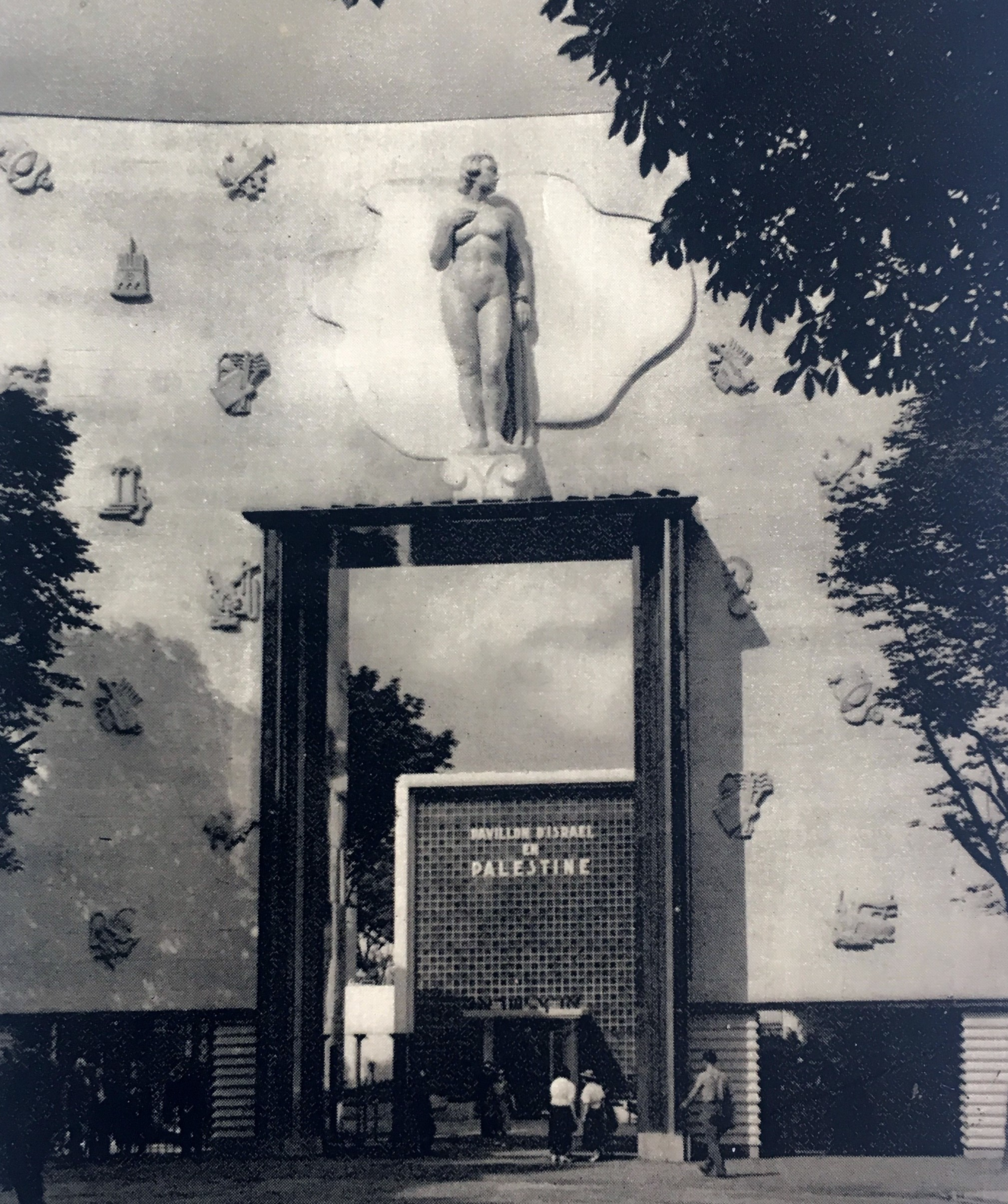
Павильон Израиля и Палестины

За оформление павильона «Земля Израиля» художник Феликс Ройтман получил почётную медаль.

### Прибалтийский павильон
Главным архитектором Балтийского объединённого павильона стал Александр Нюрнберг (эст. Aleksander Nürnberg), главным художником — Оскар Раунам, оба из Эстонии. Павильон был открыт для общественности при участии официальных делегаций всех стран 17 июня 1937 года.

#### Эстония
Эстонская выставка стала наиболее крупной зарубежной выставкой для Эстонии не только по размаху, но и по затратам, поэтому было принято решение представлять достижения страны в Балтийском павильоне совместно с Латвией и Литвой.
На экспозиции были представлены, главным образом, творения членов «Ассоциации прикладных искусств» (эст. Rakenduskunstnike Ühing, транскр. Ракендускунстнике Юхинг) представивших изделия народного кустарного промысла, искусство художественного книжного переплёта и фотоискусство. Промышленности отводилась меньшая роль, в частности, вниманию посетителей была представлена деятельность предприятий сланцевой отрасли. Эстония на выставке позиционировалась и как привлекательная страна для туризма.
Культура Эстонии была широко представлена на выставке, а эстонское искусство было отмечено наградами. Участники выставки награждались Дипломами официального признания и наградами, которые были установлены в пяти номинациях. Эстонские художники получили награды во всех 5 номинациях. Всего эстонцы привезли домой 31 награду. Из них, почётные дипломы получили: Мари Адамсон за декоративные куклы животных; Адамсон-Эрик за ковры — первый диплом, за роспись по керамике и фарфору — второй диплом. Бронзовую медаль в номинации «демонстрация прикладного искусства в металле» получил за коллекцию изделий художник-ювелир Роман Таваст. Золотые медали получили: фотограф Карл Сарап за фотогалерею, посвящённую Эстонии; художник Карин Лутс за гобелены; художник Макс Роосма за коллекцию гравюр по стеклу; художники Яан Коорт и Валли Тальвик (Эллер) за коллекцию изделий из керамики; Эде Маран за ювелирные изделия, выполненные в технике филиграни; дизайнер интерьеров Ричард Вундерлих за шкаф, выполненный в технике интарсии. Гран-при получили: дизайнер Эдуард Таска за декоративный орнамент, выполненный на изделиях из кожи; художник Оскар Раунам за роспись в общем зале Балтийского павильона; архитектор Александр Нюрнберг за архитектуру Балтийского павильона.

#### Латвия
Одно из основных мест в экспозиции занимал завод «ВЭФ», представивший, в частности, первую в мире мини-фотокамеру VEF Minox и 16-мм проектор. Камера привлекла внимание секретных служб, давших ей неофициальное название «шпионская камера». Модель радиоприёмника VEF Super Lux MD/37 была удостоена гран-при, а его дизайнер Адольф Ирбитис — золотой медали. Золотой медали удостоился график Карлис Цирулис, гран-при был награждён Роман Сута за созданный по его эскизам хрусталь. Были отмечены работы Лизы Дзегузе и Екаба Бине. Художник-конструктивист Густав Клуцис в составе бригады оформителей участвовал в презентации павильона Советского Союза, в частности, создал фотомонтажное панно «VIII Чрезвычайный Всесоюзный съезд Советов и Конституция СССР».

## Критика
Критик из Magazine of Art писал: 

Лучшие павильоны — Японии и маленьких стран, которые не гоняются за престижем. В противоположность им, немецкое здание с его устрашающе огромной башней из срезанных колонн является совершенным выражением фашистской брутальности. Россия представлена сходным по духу сооружением, и павильон Италии производит удивительный по сходству эффект, хотя и достигнутый современными средствами.
Газета «Вашингтон пост» отмечала:

Немецкая архитектура на этой выставке ориентирована на вертикаль, но тяжела и солидна. Самым удивительным кажется здесь павильон СССР. Здание это откровенно имитирует небоскреб в миниатюре, причем его уменьшенные пропорции создают эффект какого-то слоеного торта, скованного ледяной замороженностью. На верхушке этого торта две огромные скульптуры мужчины и женщины бросают вызов миру, простирая руки с серпом навстречу завоеванию отдаленного, но абсолютно ощутимого будущего. Это далеко не лучшие образцы скульптуры на Парижской выставке. Они совершенно не соответствуют архитектуре и ещё раз демонстрируют нелепость произвольного отделения архитектуры от архитектурного декора.

## Галерея

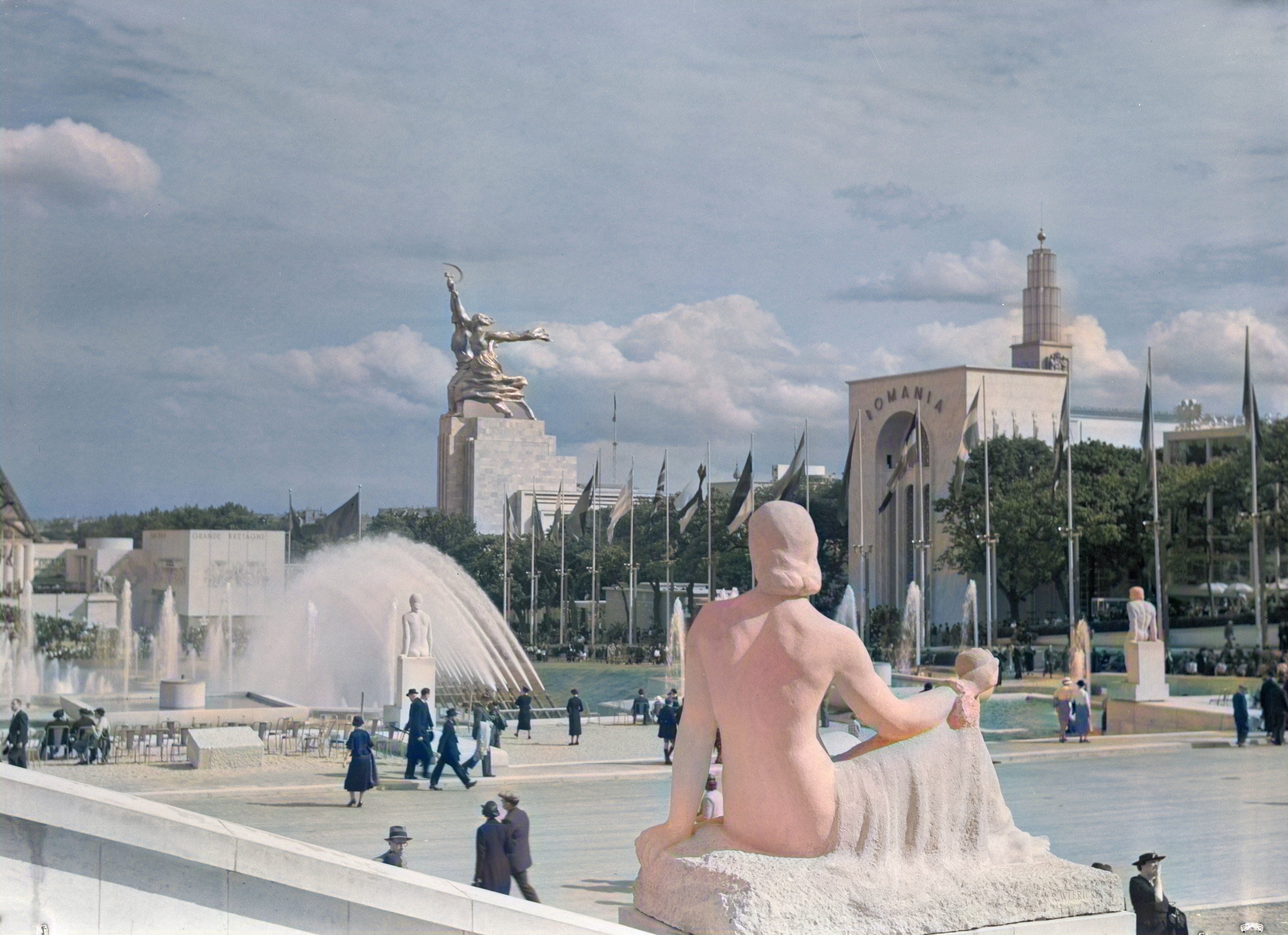
Павильоны: СССР, Румынии и Великобритании
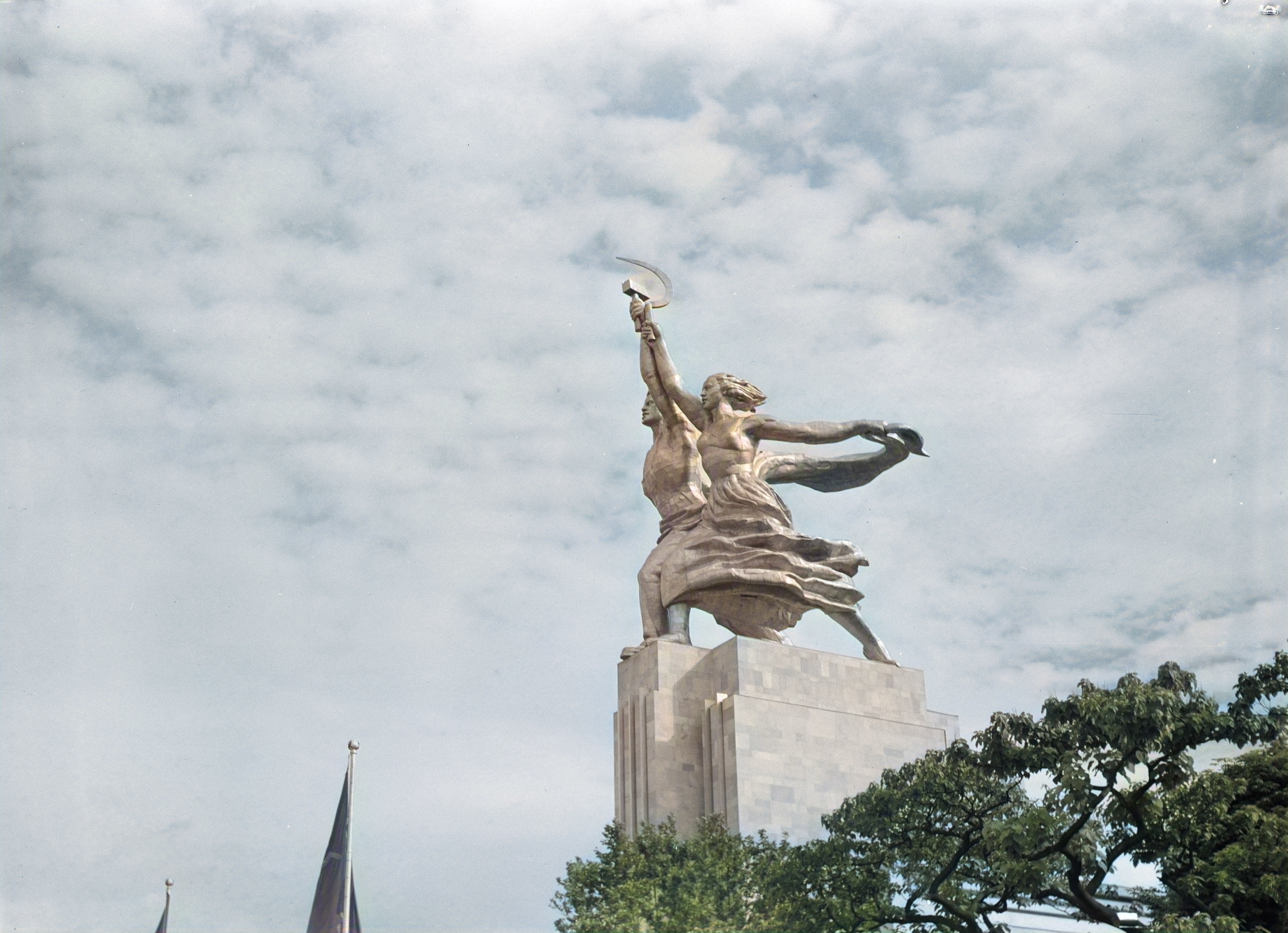
«Рабочий и колхозница»
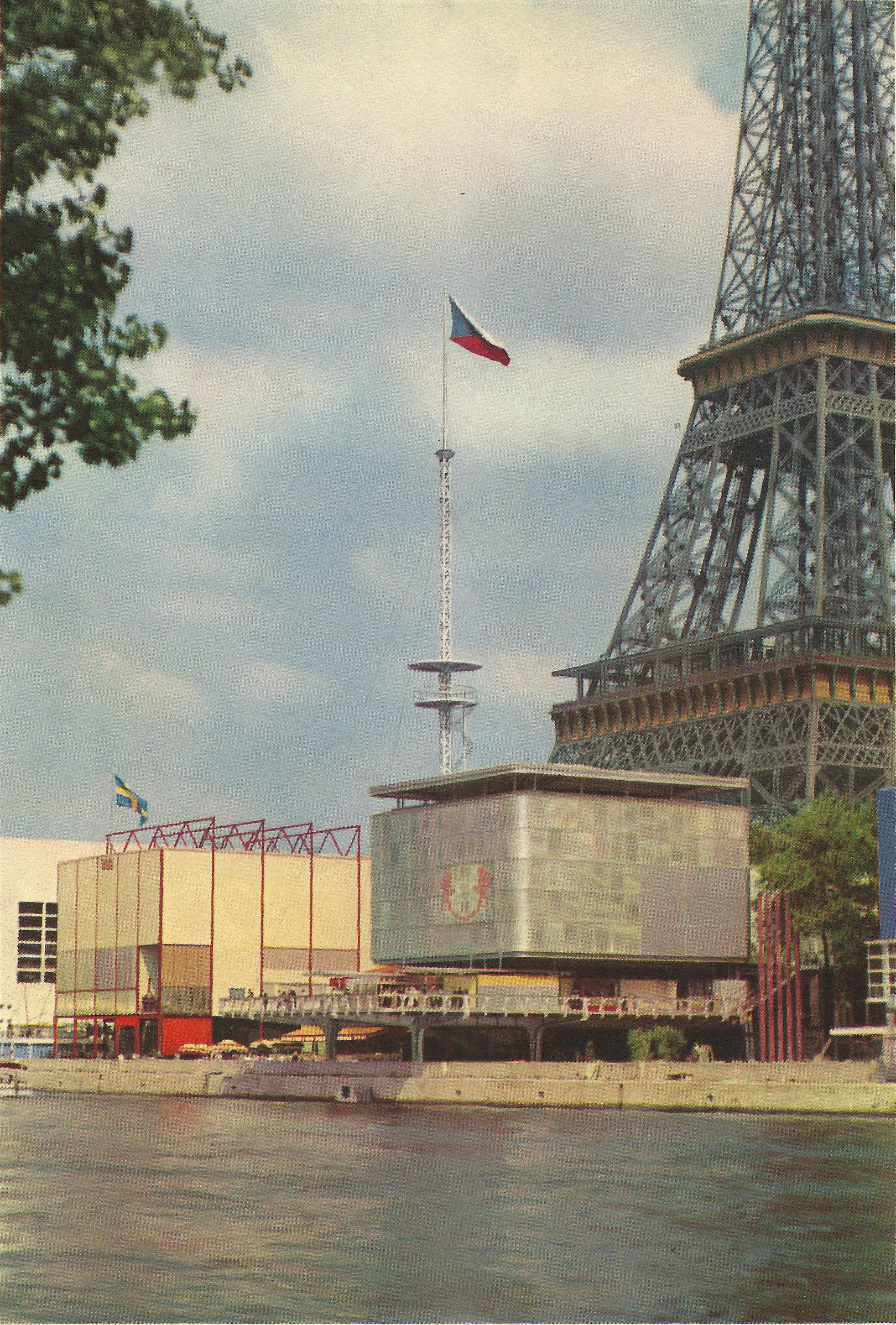
Павильоны: Чехословакии и Швеции
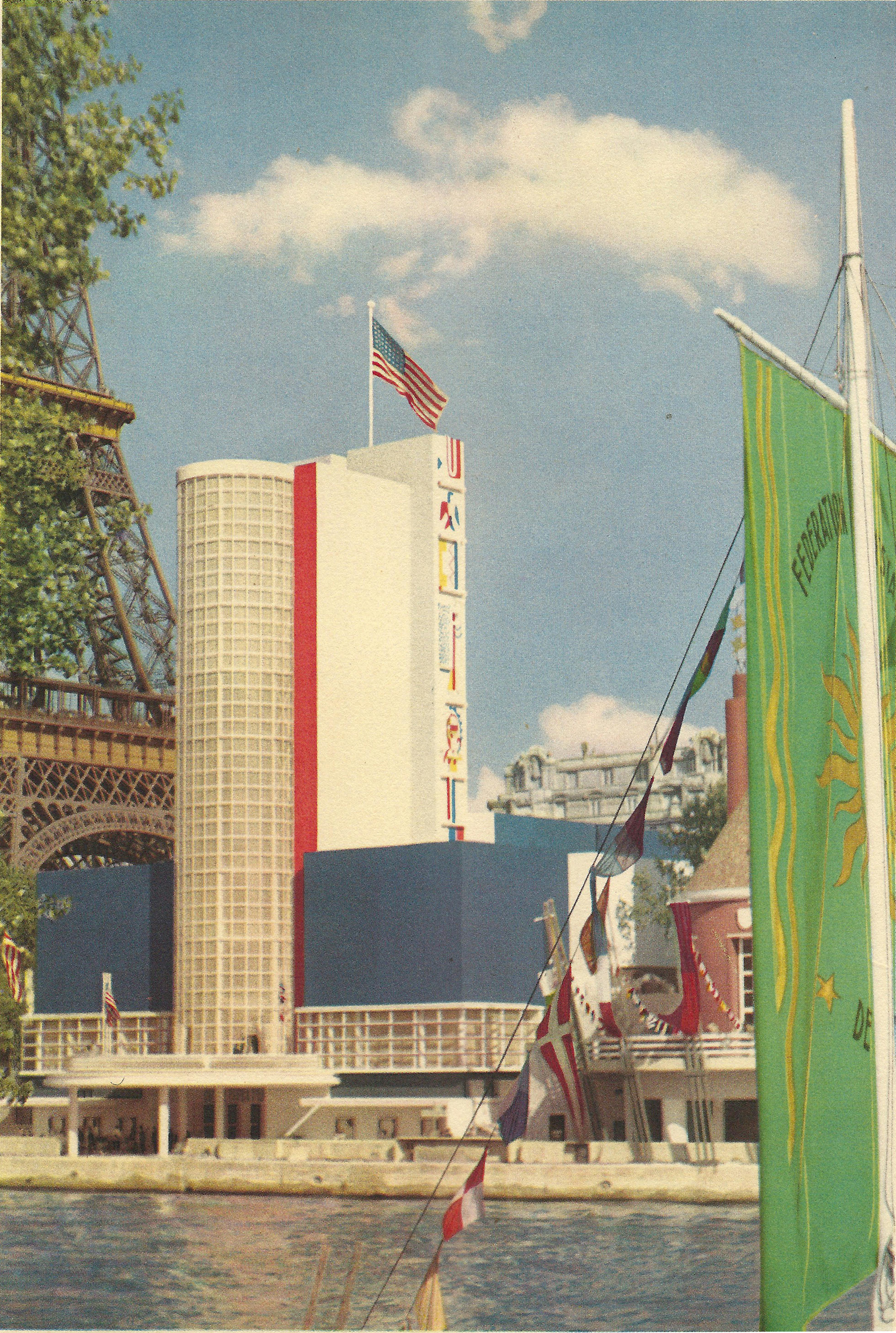
Павильон США
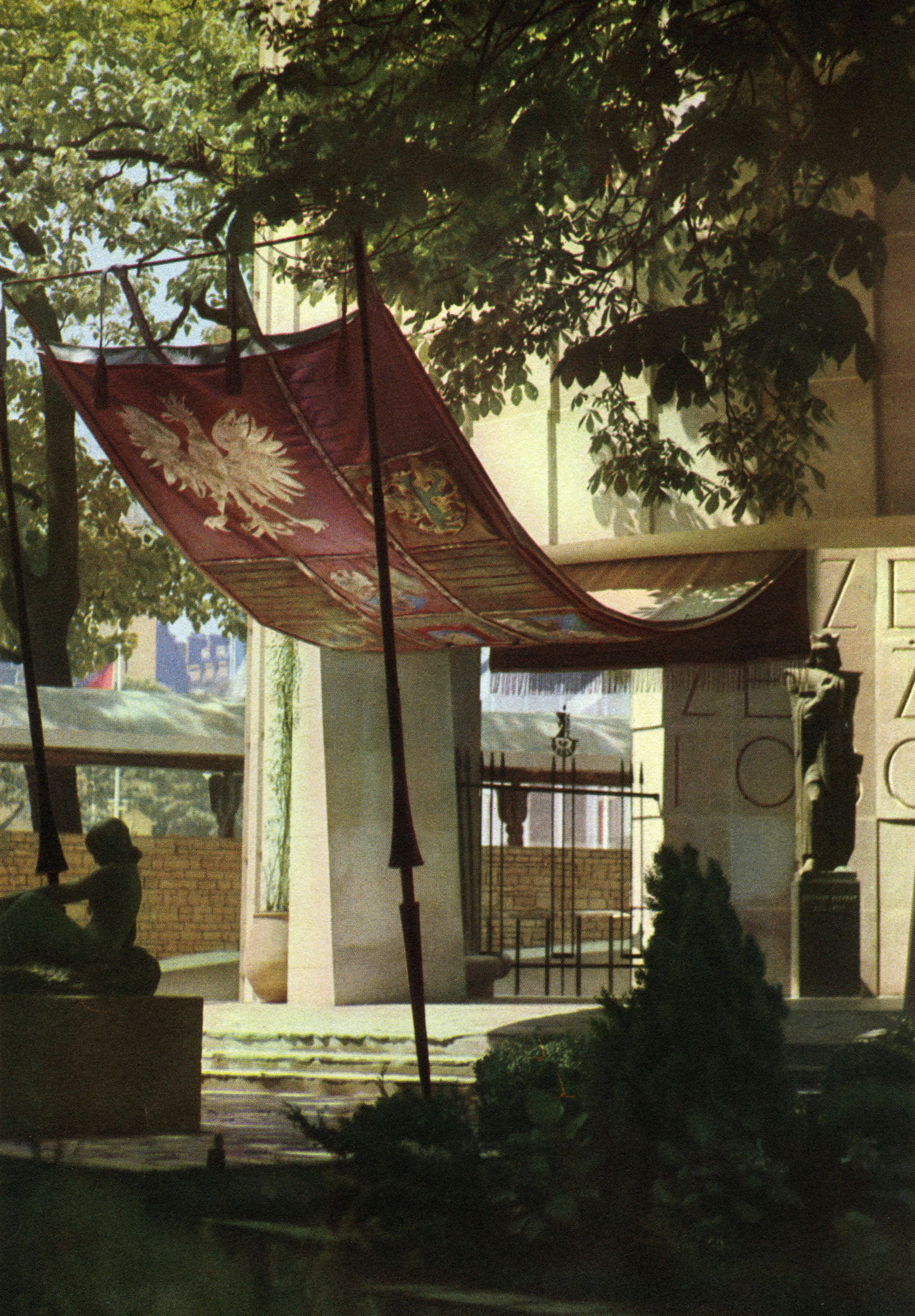
Павильон Польши
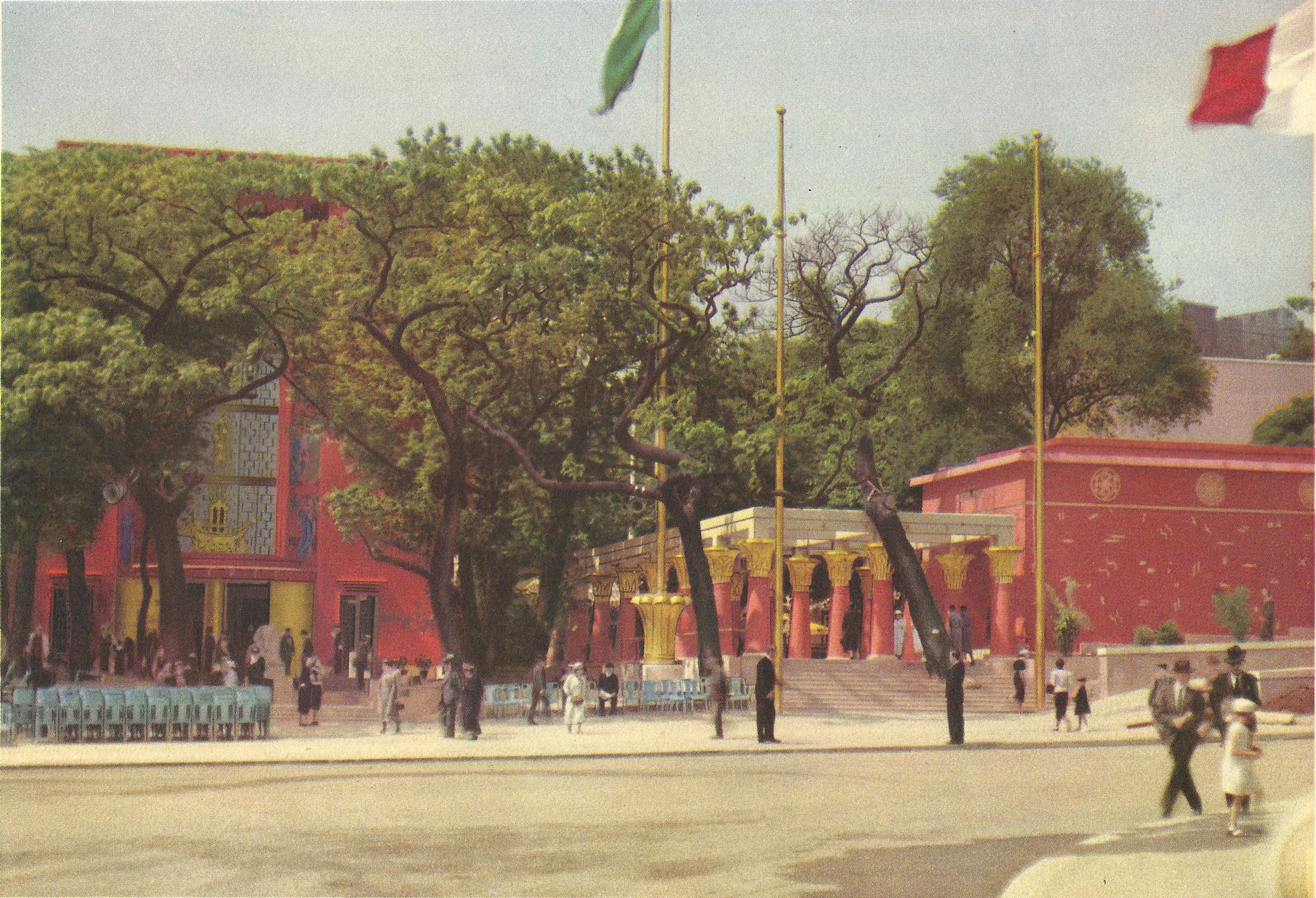
Павильон Египта
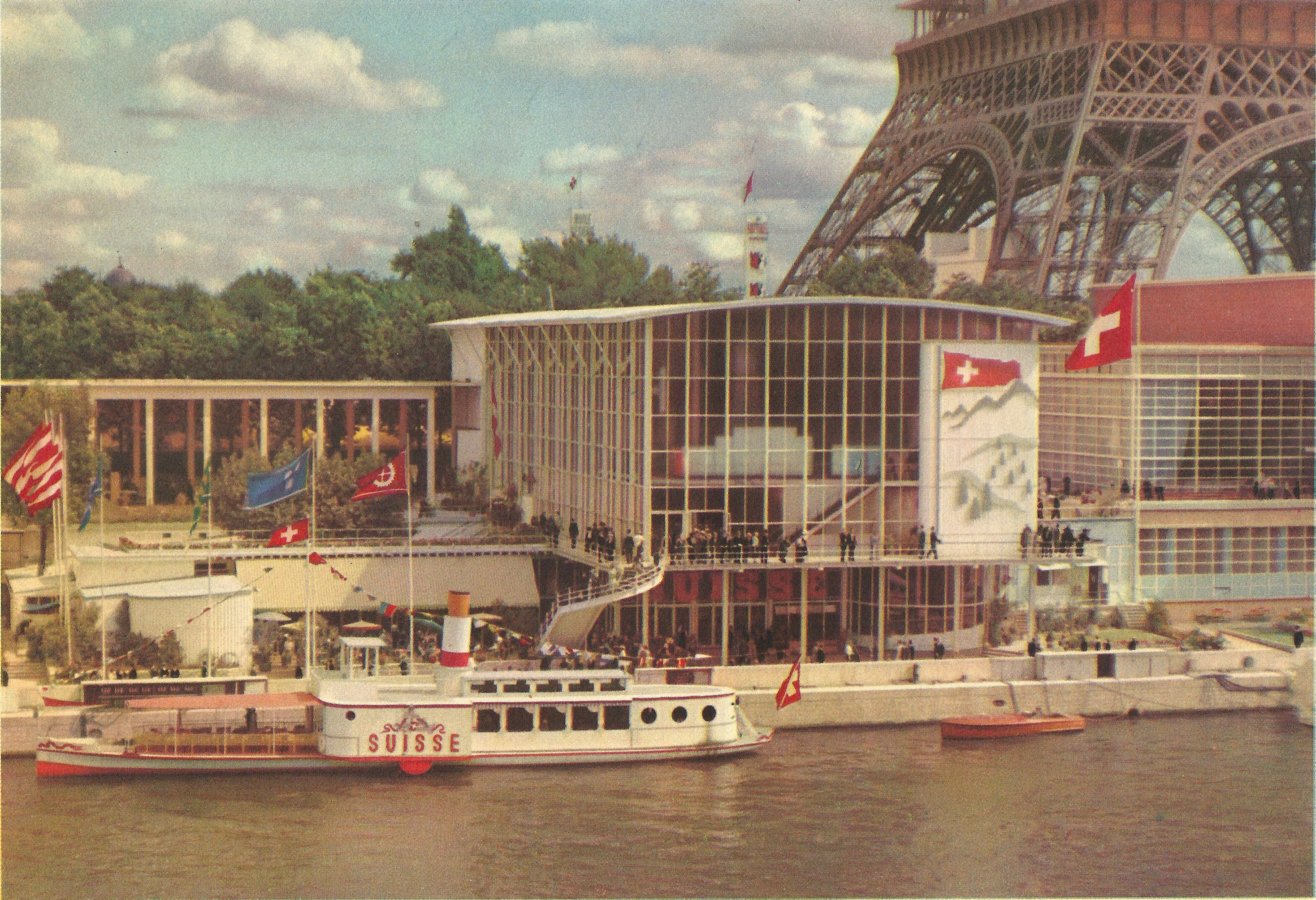
Павильон Швейцарии
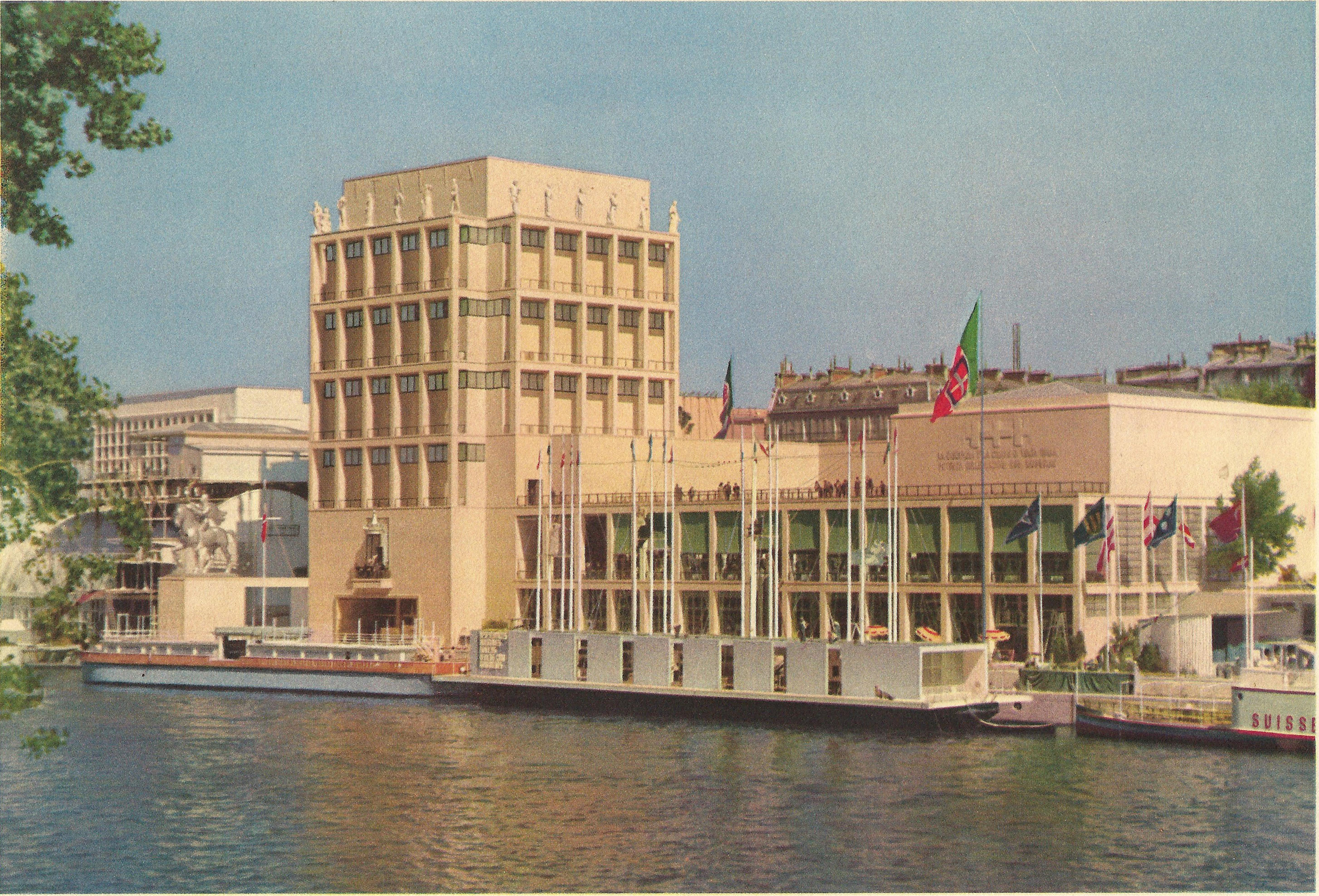
Павильон Италии
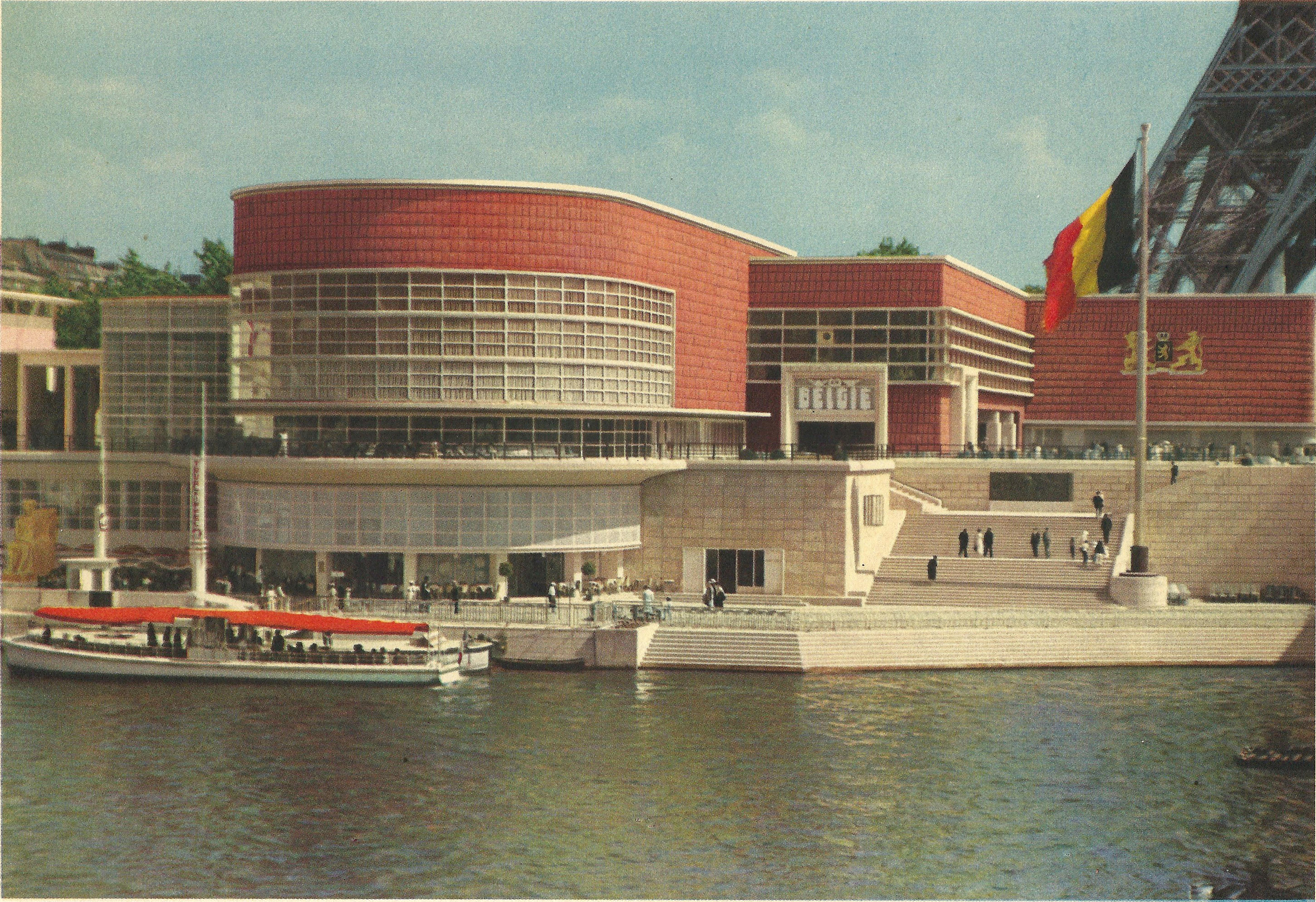
Павильон Бельгии
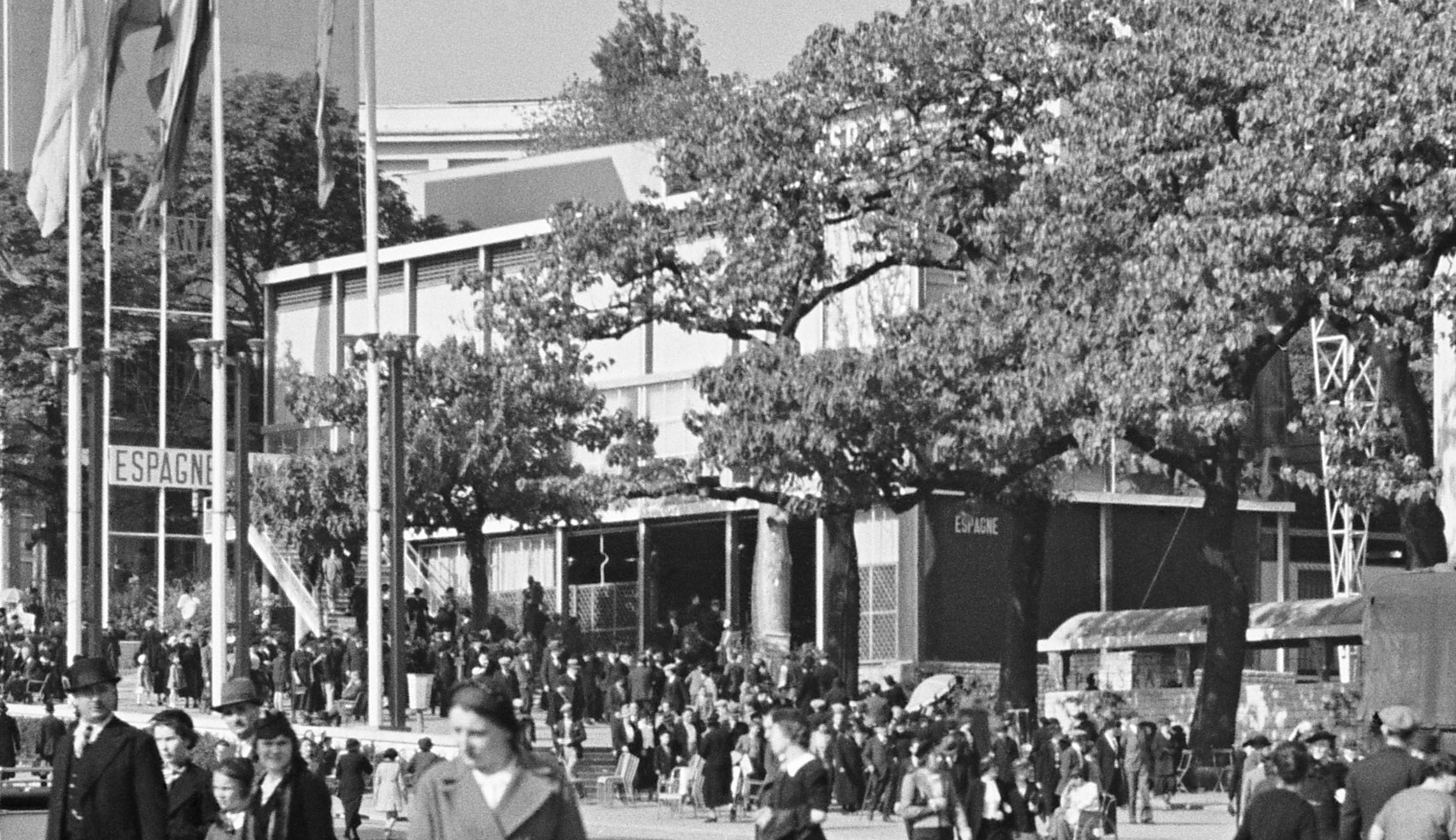
Павильон Испании
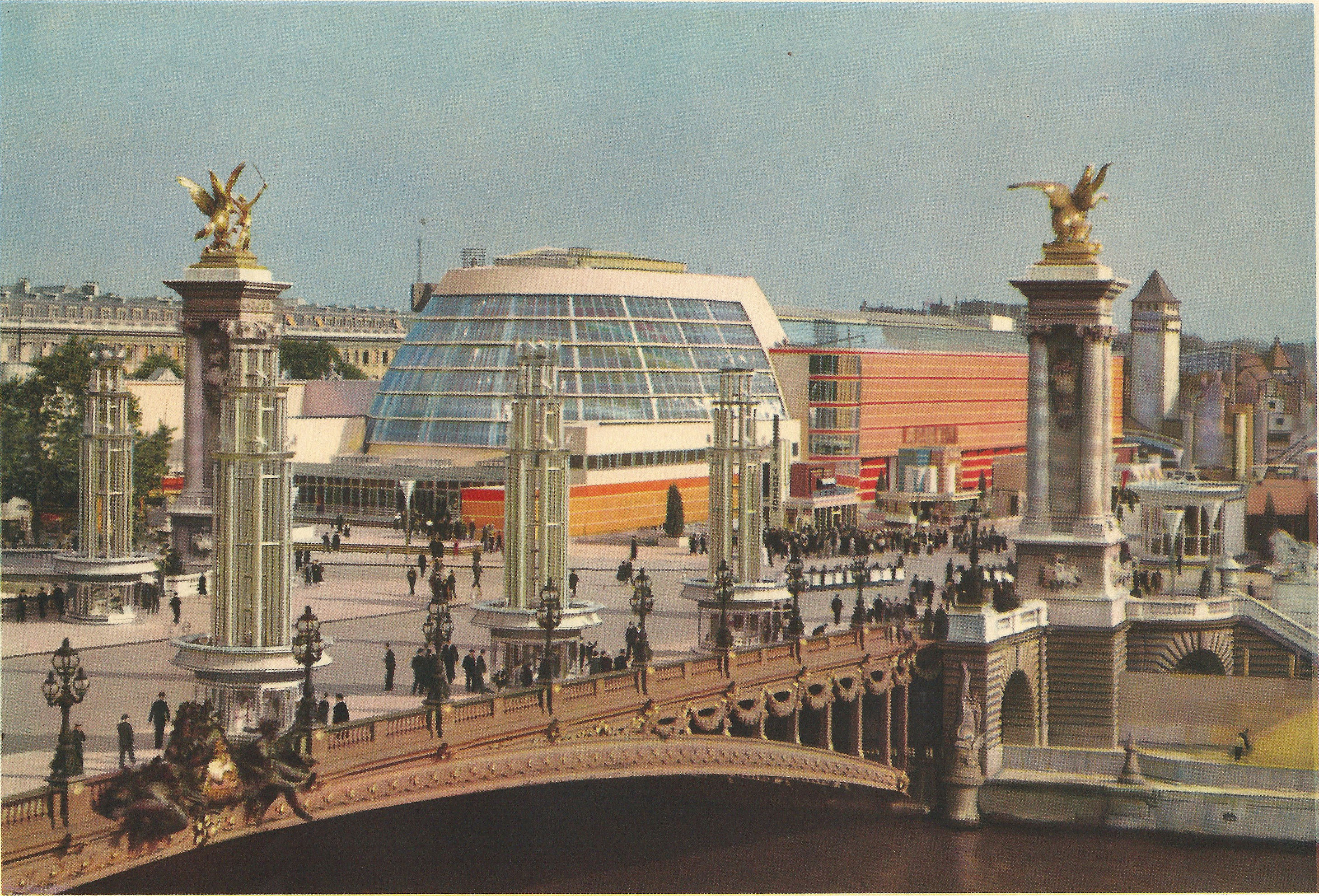
Павильон современного искусства и техники
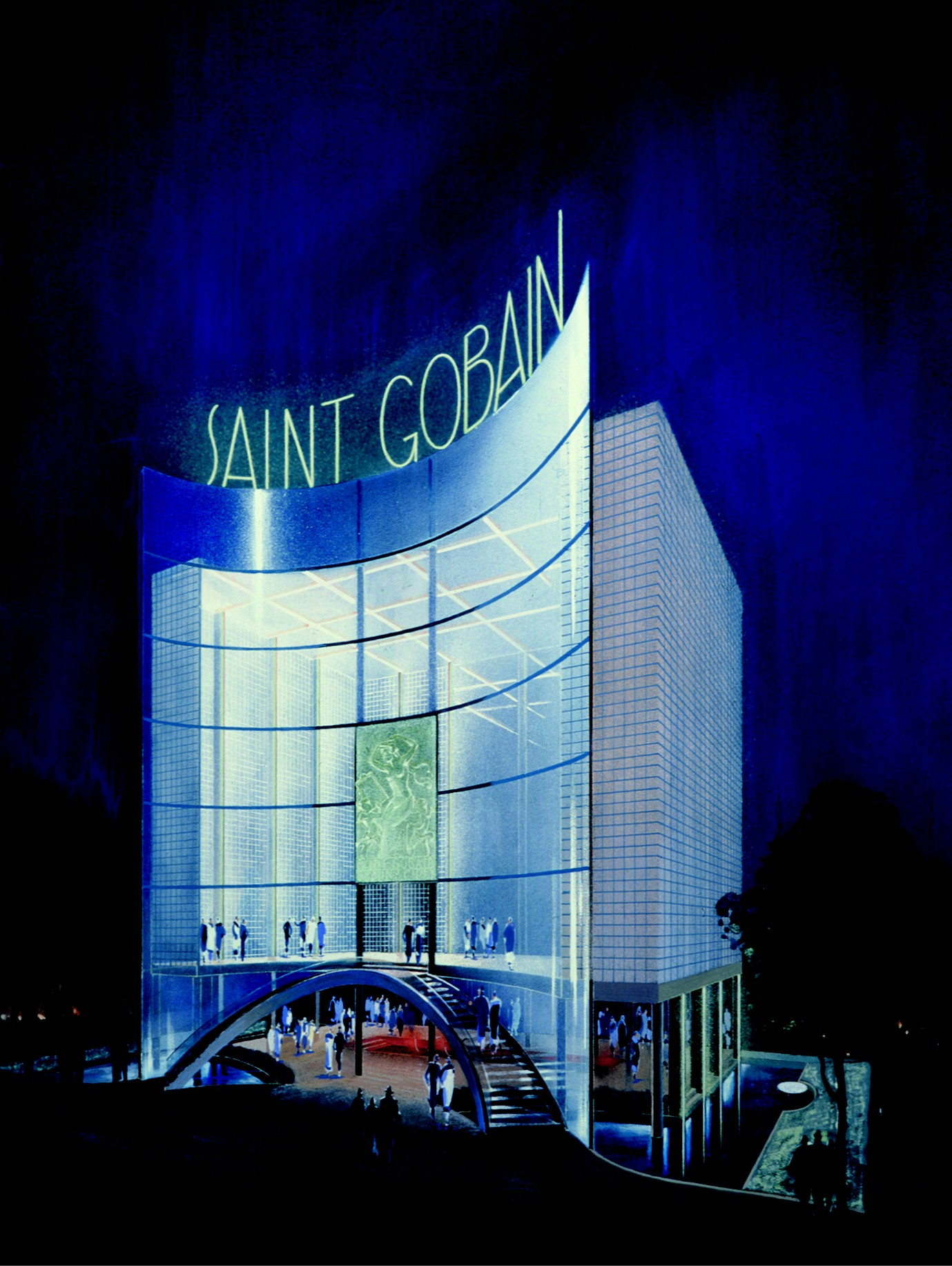
Павильон французской компании «Сен-Гобен»

## В филателии
В 1938 году в СССР были выпущены почтовые марки из серии «Павильон СССР на международной выставке в Париже».

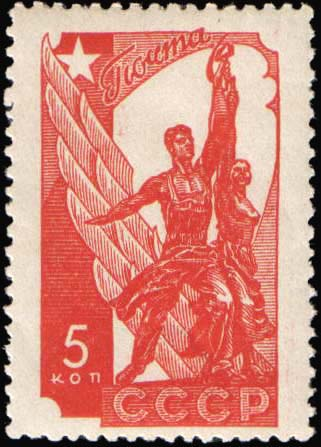
Монумент «Рабочий и колхозница», красная
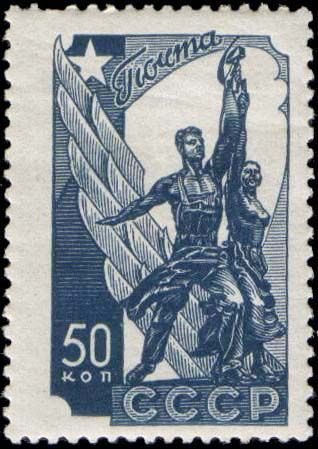
Монумент «Рабочий и колхозница», тёмно-синяя
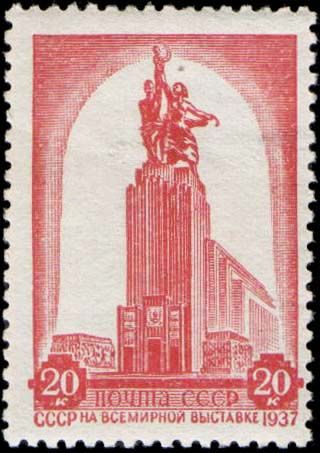
Здание павильона